# Place de la Peregrina
Pour les articles homonymes, voir Peregrina.
La place de la Peregrina est une voie publique piétonne de Pontevedra (Galice, Espagne). Cette place datant du XVIIIe siècle est située en bordure sud-est du centre historique de la ville.

## Origine du nom
La place doit son nom à l'église baroque-néoclassique de la Vierge Pèlerine, située sur le côté est de la place.

## Historique
Sur la petite colline sur laquelle se trouve aujourd'hui l'église de la Vierge Pèlerine, il y avait, à partir de 1180, un rouleau indiquant la domination juridictionnelle des archevêques de Saint-Jacques-de-Compostelle. Ce rouleau a été utilisé comme pilori et a disparu avec la construction de l'église. Dans ce même espace et attenantes aux remparts de Pontevedra, un groupe de maisons pour les femmes publiques a été construit au XVe siècle. La place de la Peregrina est située en plein milieu de la via XIX de l'Itinéraire d'Antonin  et est apparue en tant que telle à la fin du XVIIIe siècle avec la construction de l'église de la Vierge Pèlerine, comme une espèce d'esplanade périphérique située en dehors de l'enceinte fortifiée, à côté du Camino portugués et de la porte et de la tour Trabancas. Vers 1793, le parvis de l'église de la Vierge Pèlerine a été construit.
Après la démolition de la porte Trabancas des remparts de Pontevedra en 1852, l'ancienne maison de la Confrérie de la Vierge Pèlerine a été construite en 1854. La porte Trabancas était située entre cette maison et celle qui la jouxtait à l'ouest et qui appartenait au président du Conseil des ministres, Manuel Portela Valladares. Casto Sampedro, président de la Société archéologique de Pontevedra et premier directeur du Musée de Pontevedra, vivait dans la maison attenante à l'est.
En 1880, le parvis de l'église est transformé pour ouvrir l'espace, terminé par un large escalier d'accès frontal qui a remplacé la fontaine d'origine. En 1913, le perroquet Ravachol, qui vivait depuis 1891 dans la pharmacie de Don Perfecto Feijoo, dans une maison qui n'existe plus à l'extrémité sud-ouest de la place, est mort.
En 1931, la place a été rebaptisée place de la Liberté. En 1953, l'architecte et restaurateur Francisco Pons Sorolla a récupéré la conception originale de la fontaine. Au début de l'année 1955, la configuration initiale du parvis de l'église est rétablie, grâce au projet de Pons Sorolla qui remplace le grand escalier par une balustrade en pierre, interrompue par une fontaine terminée par un arc. En 1956, une statue en granit de Teucros cassant les mâchoires du lion de Némée avec une croix derrière elle a été ajoutée sur cet arc de la fontaine qui ferme le parvis de l'église.
En juin 1983, les poids lourds ont été interdits sur la place en raison de l'usure des fondations de l'église de la Vierge Pèlerine.
La place a été rendue piétonne et complètement fermée à la circulation en août 2001,.
Le 23 février 2006, une sculpture dédiée au perroquet Ravachol, œuvre du sculpteur José Luis Penado, a été placée à l'extrémité sud-ouest de la place.

## Description
La place a une forme triangulaire irrégulière et les rues Michelena, Oliva, Peregrina, Benito Corbal et Antonio Odriozola y convergent, ainsi que la petite rue González Zúñiga à l'arrière de l'église de la Vierge Pèlerine. C'est le centre névralgique de la ville et le camino portugués la traverse.
La place est pavée et piétonne, comme le reste du centre historique de la ville. Après la rénovation de 2001 elle est devenue un espace complètement ouvert.
La place est dominée à l'est par le parvis de l'église de la Vierge Pèlerine, qui relie l'église à la place par plusieurs volées de marches et est entouré sur les côtés de petits murs avec des balustrades et, à l'avant, d'une fontaine en pierre couronnée par la statue de Teucros, le fondateur mythique de la ville. Pendant de nombreuses années, le parvis a été l'un des principaux lieux où se déroulaient les événements sociaux de la ville.
À l'extrémité ouest de la place, au croisement du début de la rue Michelena, se trouve une statue du perroquet Ravachol, à l'emplacement de la pharmacie où le perroquet  a vécu jusqu'en 1913, propriété du pharmacien Perfecto Feijoo.

## Bâtiments remarquables
Sur le côté est de la place se trouve l'église de la Vierge Pèlerine. C'est le symbole de la ville pour son unicité, étant la seule église espagnole de forme circulaire à la façade arrondie sur un plan de coquille Saint-Jacques, symbole des pèlerins. L'église de la Vierge Pèlerine, patronne de la province de Pontevedra et du Camino portugués, a été bâtie au XVIIIe siècle dans un style baroque et néoclassique. Sa façade présente des images de la Vierge Marie, de saint-Joseph et de saint-Jacques, tous habillés en pèlerins. À l'intérieur, il y a une image de la Vierge du XIXe siècle.
Sur le côté nord de la place se trouve l'ancienne maison de la Confrérie de la Vierge Pèlerine, qui date de 1854. Il s'agit d'un bâtiment à la décoration Art nouveau de l'architecte Antonio López Hernández, avec un seul corps et trois étages. Les caractéristiques les plus remarquables sont ses galeries et ses balcons, comprenant deux des plus anciennes galeries en fonte de la ville. La décoration extérieure des façades est réalisée au mortier de ciment, tant sur le toit, qui présente un parapet avec des fleurons, que sur les cadres des fenêtres et des balcons. Sur la façade, on remarque la décoration des coins supérieurs des fenêtres et des parapets avec des "tiges simples" art nouveau, ornementation qui se répète à l'angle ouest du bâtiment. À l'intérieur de la maison, au rez-de-chaussée, est conservé un pan entier des remparts de Pontevedra, d'une hauteur moyenne de plus de deux mètres.

## Galerie

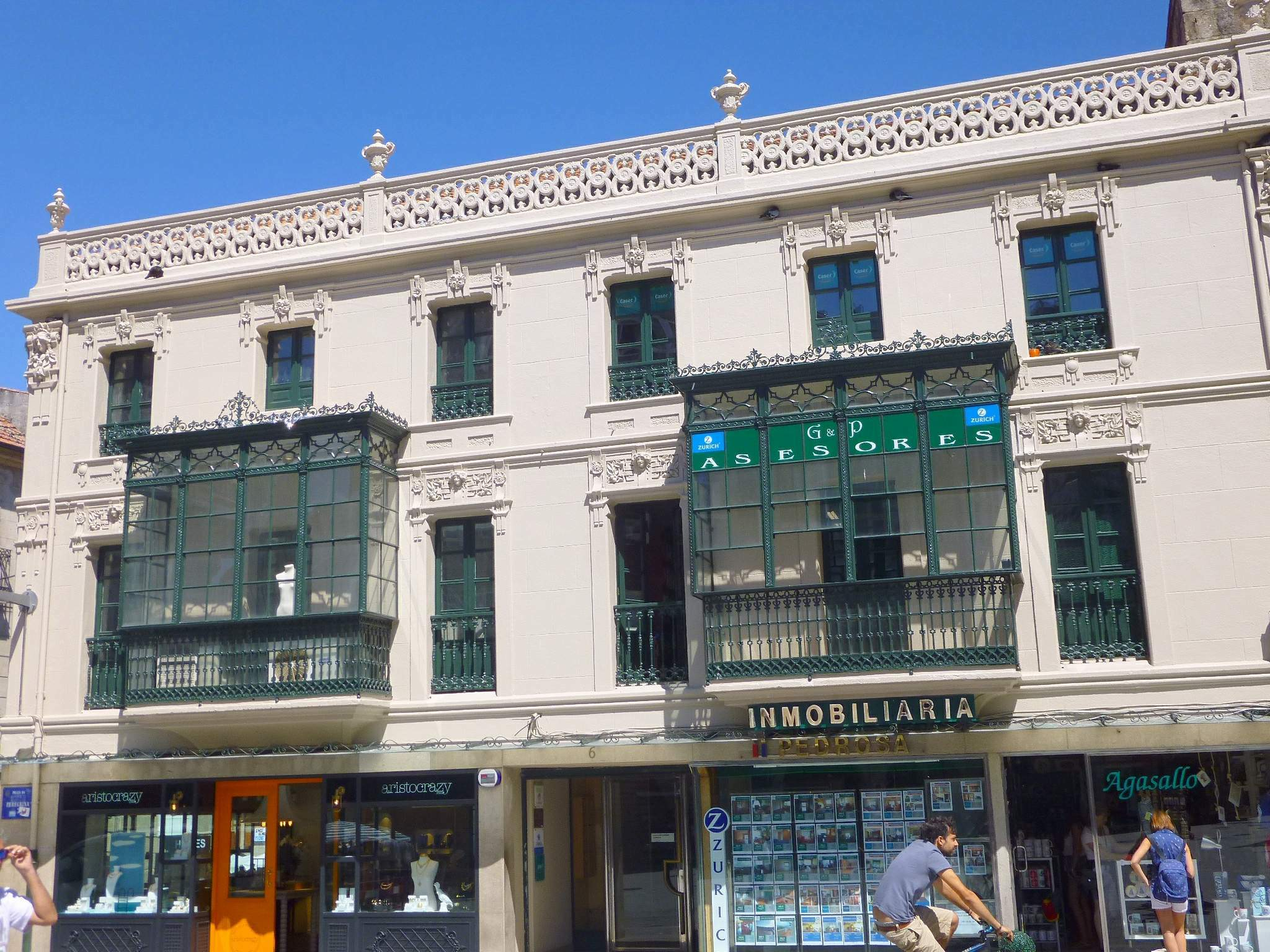
Ancienne maison art nouveau de la Confrérie de la Vierge Pèlerine.
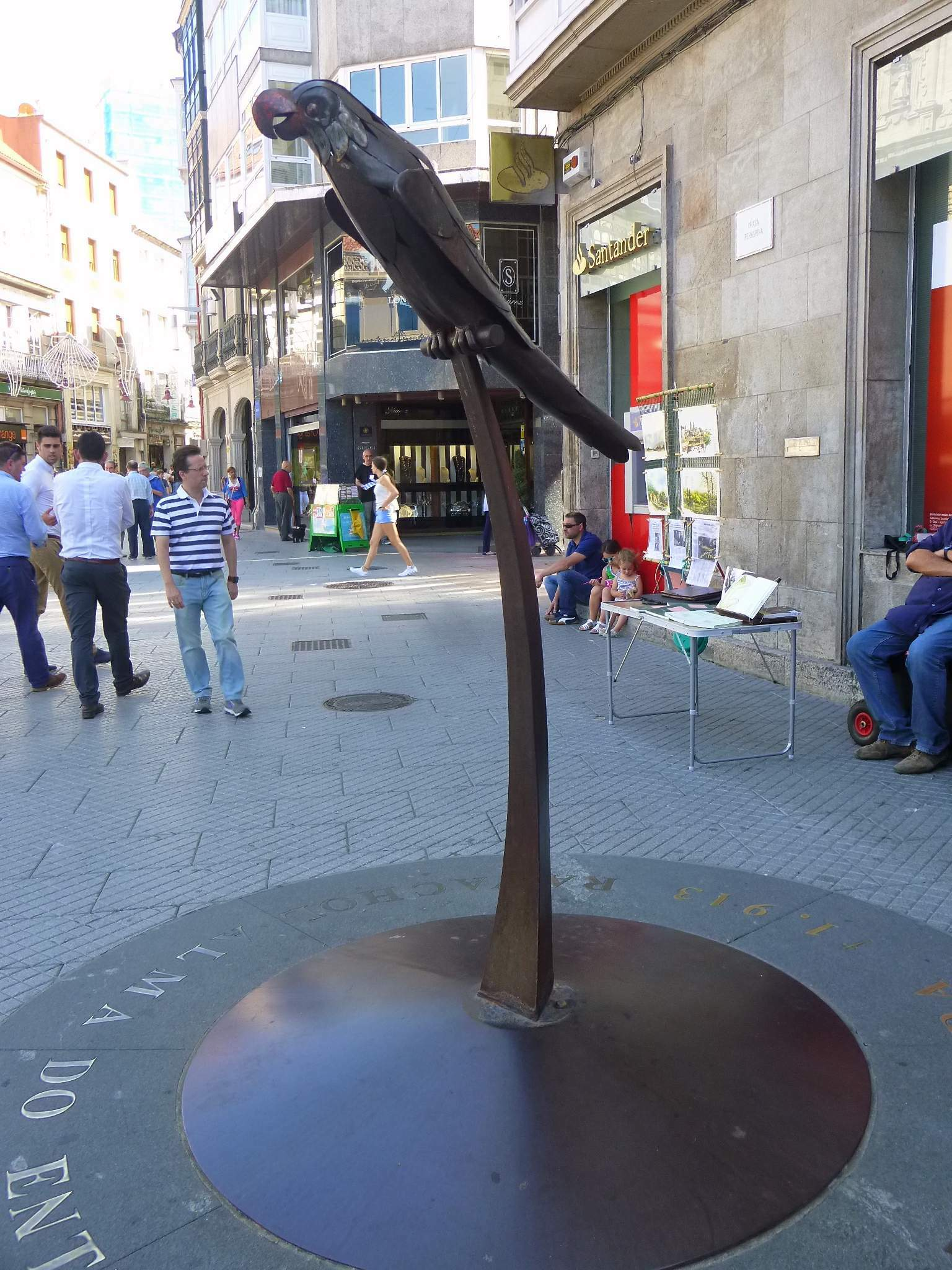
Sculpture du Perroquet Ravachol.
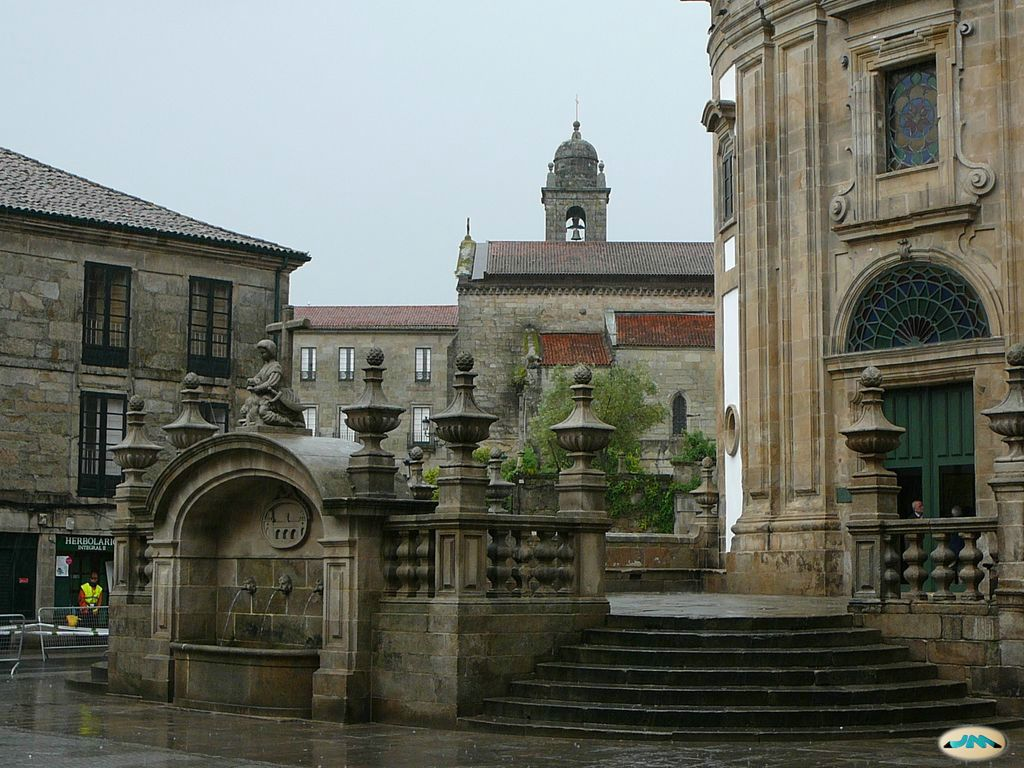
Parvis de l’église de la Vierge Pèlerine surplombant la place.
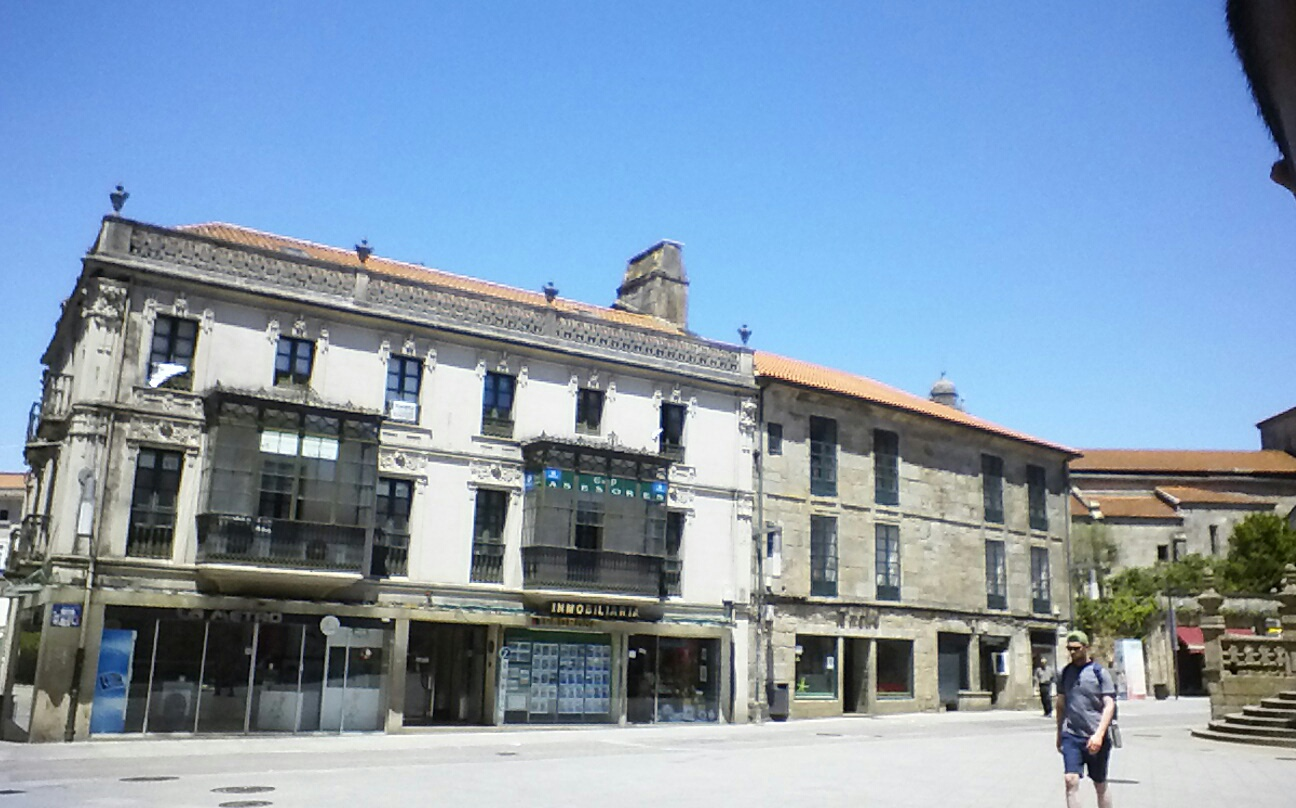
Maisons de la place.
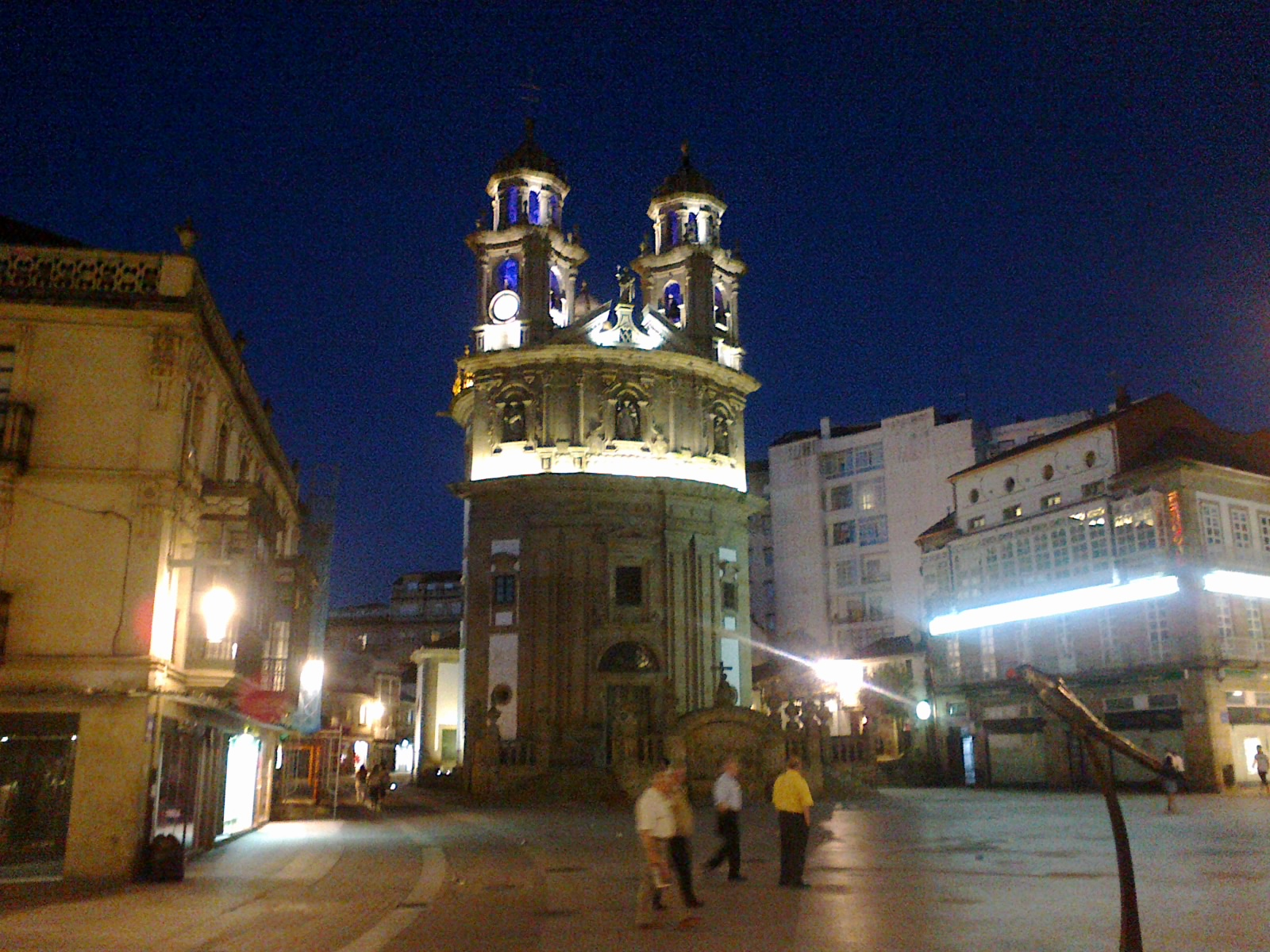
La place, la nuit.
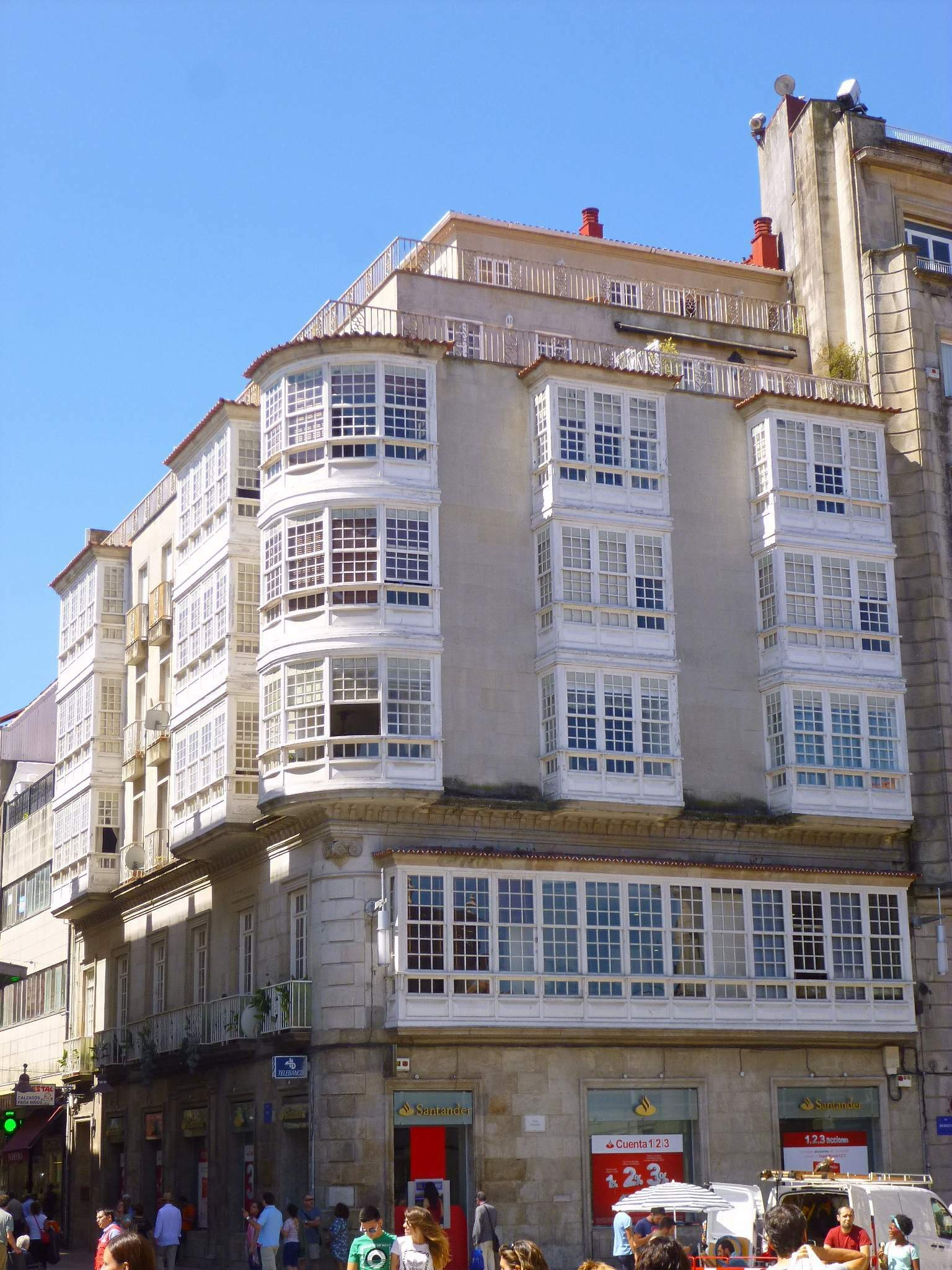
Bâtiment de la place.
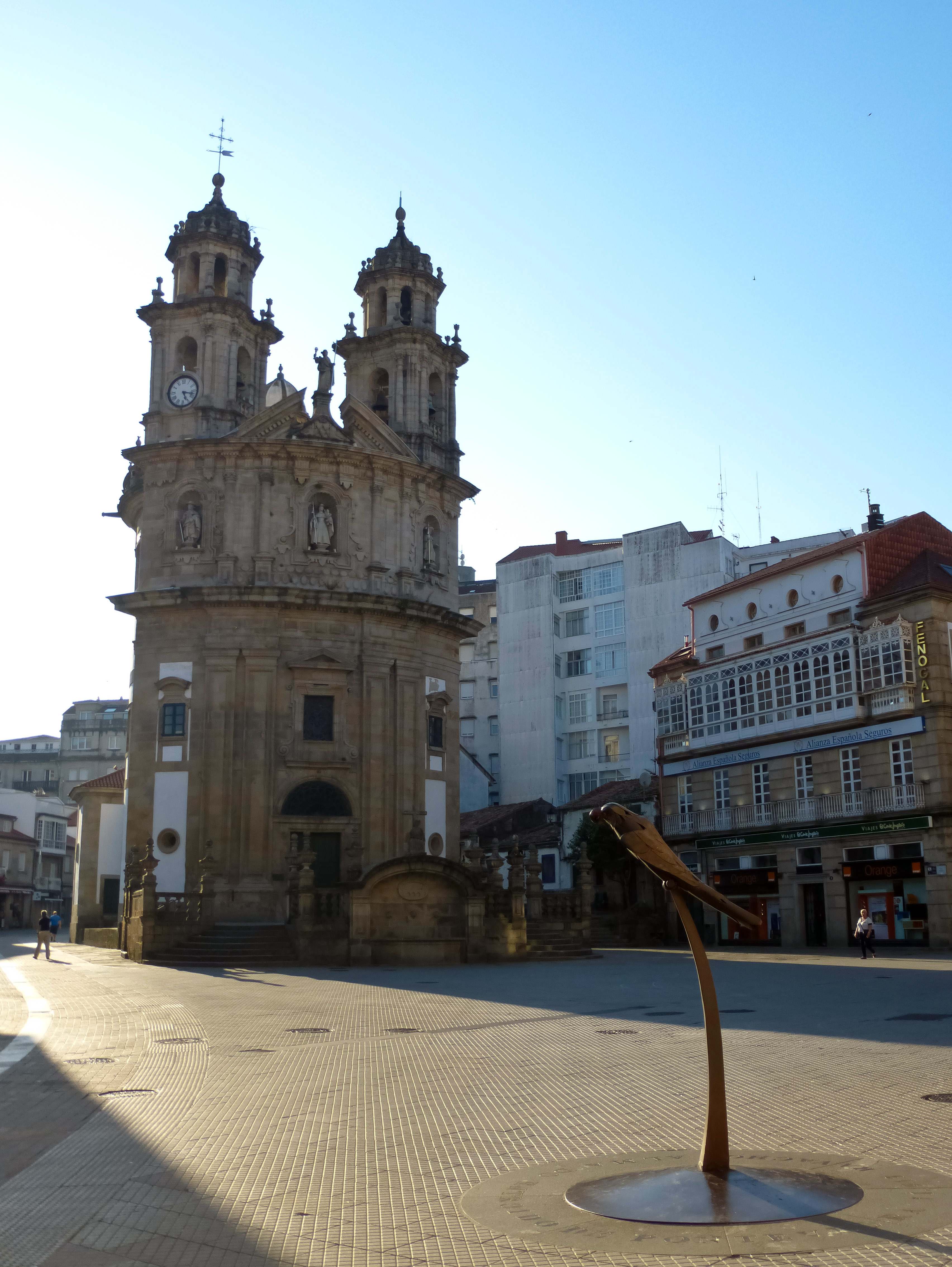
La place et le perroquet Ravachol.

## Voir également